# Кјаулис (Удине)
Кјаулис је насеље у Италији у округу Удине, региону Фурланија-Јулијска крајина.
Према процени из 2011. у насељу је живело 258 становника. Насеље се налази на надморској висини од 674 м.